# 兵庫県道526号与布土桑市線
兵庫県道526号与布土桑市線（ひょうごけんどう526ごう よふどくわいちせん）は、兵庫県朝来市を通る一般県道である。

## 概要
朝来市山東町与布土から朝来市桑市に至る。

### 路線データ
- 起点：朝来市山東町与布土（兵庫県道276号檜倉山東線交点）
- 終点：朝来市桑市（桑市交差点、兵庫県道70号十二所澤線交点）
- 総延長：7.651 km

## 路線状況

### 重複区間
- 国道312号（朝来市伊由市場・伊由市場交差点 - 朝来市石田・石田交差点間）

### 道路施設

#### トンネル
- 伊由峠トンネル：延長205 m、1999年（平成11年）竣工、朝来市

## 地理

### 通過する自治体
- 朝来市

### 交差する道路
| 交差する道路            | 交差する場所 | 交差する場所      |
| ----------------------- | ------------ | ----------------- |
| 兵庫県道276号檜倉山東線 | 山東町与布土 | 起点              |
| 通行不能区間            |              |                   |
| 国道312号 重複区間起点  | 伊由市場     | 伊由市場交差点    |
| 国道312号 重複区間終点  | 石田         | 石田交差点        |
| 兵庫県道70号十二所澤線  | 桑市         | 桑市交差点 / 終点 |

### 交差する鉄道
- 播但線

### 沿線
- 円山川
- 朝来市立中川小学校（終点付近）
- JR西日本播但線 青倉駅（終点付近）